# Florian Dohrmann

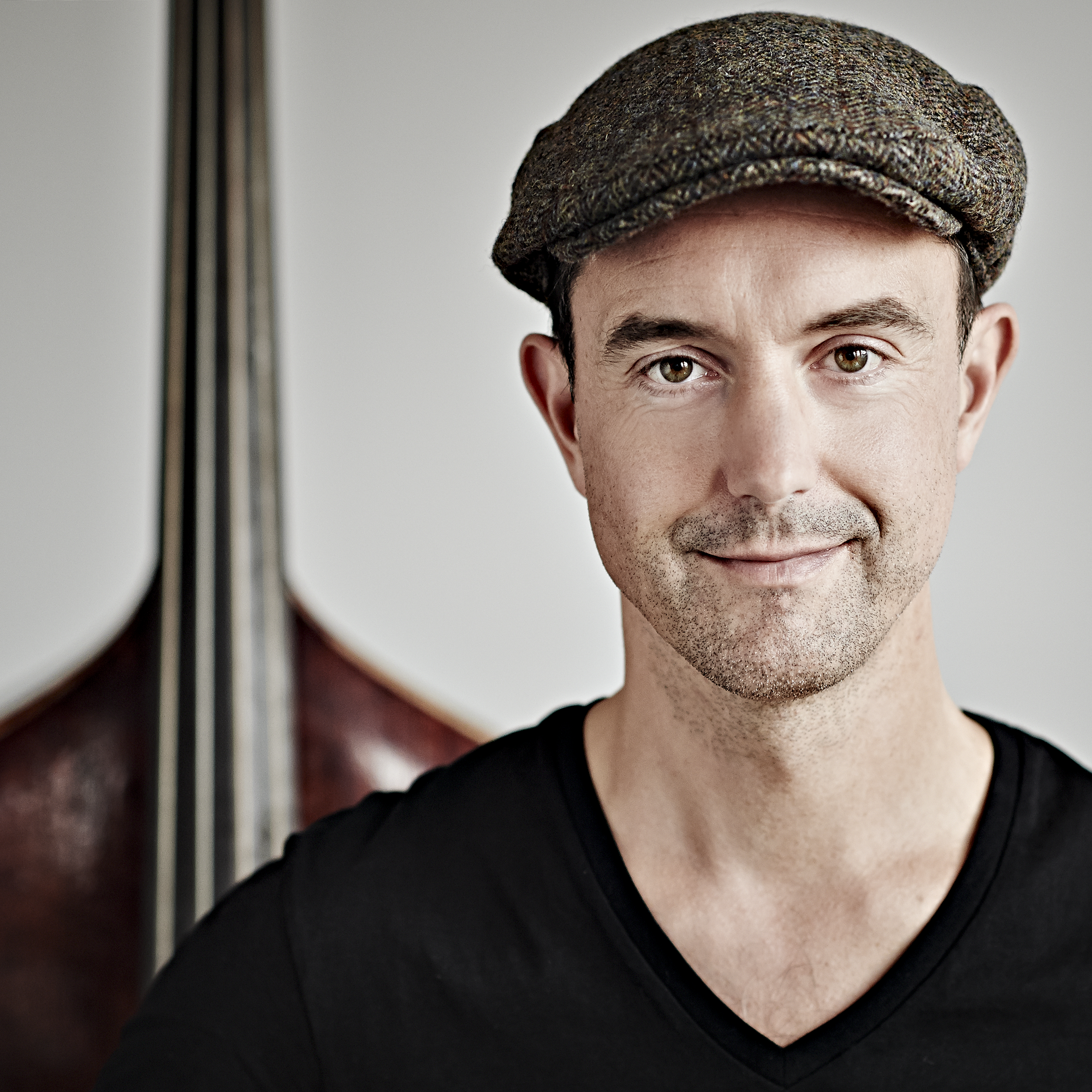
Florian Dohrmann

Florian Dohrmann (* 1972 in Tübingen) ist ein deutscher Kontrabassist und Komponist. 

## Leben und Wirken
Dohrmann begann seine musikalische Ausbildung mit dem Klavier und entdeckte mit 19 Jahren den Kontrabass für sich. Er studierte Jazz- und Popularmusik bei Thomas Stabenow an der Musikhochschule Stuttgart.
1998 gründete Dohrmann zusammen mit dem Klarinettisten David Orlowsky die Gruppe „Klezmorim“. Das Ensemble, seit 2005 mit Jens-Uwe Popp an der Gitarre, benannte sich 2008 in „David Orlowsky Trio“ um und bestand bis 2019. Es verband Klezmer-Einflüsse mit kammermusikalischen Elementen und Jazz. Für das Trio komponierte Dohrmann zahlreiche Stücke, die 2009 und 2011 beim Verlag Schott/Advance Music in Notenbüchern herausgegeben wurden. Das Trio spielte bei zahlreichen Festivals wie dem Schleswig-Holstein Musikfestival oder den Ludwigsburger Schlossfestspielen. Konzertreisen führten die Gruppe in viele Länder Europas und nach Süd-Korea. 
Mit dem Entertainer Roland Baisch entstand zeitgleich das „Count Baischy Orchester“. Parallel engagierte sich Dohrmann in etlichen Jazz-Projekten. Das Florian Dohrmann Quartett veröffentlichte 2008 die CD Medium Dry, meist Eigenkompositionen mit Cool und Westcoast Jazz. 2017 gründete er mit Joachim Staudt (Saxophon, Klarinette), Christoph Neuhaus (Gitarre) und Lars Binder (Schlagzeug) sein Jazz-Quartett „Blank Page“, mit dem er die Werke klassischer Komponisten neu interpretiert; 2019 veröffentlichte er mit „Blank Page“ das Album New Impressions of Debussy. Mit dem Akkordeonisten Klaus Paier legte er 2022 ein Duoalbum vor. Weiterhin arbeitet er im Duo mit dem finnischen Gitarristen Aleksi Rajala.

## Auszeichnungen
2008 wurde Dohrmann mit dem Trio Klezmorim für die CD Noema mit dem Echo Klassikpreis in der Kategorie „Klassik ohne Grenzen“ ausgezeichnet. 2015 wurde er mit dem David Orlowsky Trio erneut mit einem Echo Klassikpreis in der Kategorie „Klassik ohne Grenzen“ ausgezeichnet, diesmal für das Album Klezmer Kings – A Tribute. Für das 2. Quartal 2019 wurde das Album Blank Page - New Impressions of Debussy in der Rubrik „Grenzgänge“ für die Quartalsliste beim Preis der deutschen Schallplattenkritik nominiert.

## Diskografie (Auswahl)
- 2001: David Orlowsky’s Klezmorim: Sedum, Way Out Records
- 2001: Rainer Tempel mit Claus Stötter & String Up!: Suite Ellington, JAZZ'n'ARTS RECORDS
- 2002: Joy Denalane: Mamani, Four Music
- 2003: David Orlowsky’s Klezmorim: Panta Rhei, Way Out Records
- 2007: David Orlowsky’s Klezmorim: Noema, Sony Classical
- 2008: Florian Dohrmann Quartett: Medium Dry (mit Andreas Francke, Dieter Fischer, Dieter Schumacher)
- 2017: David Orlowsky Trio: Paris-Odessa, Sony Classical
- 2019: Florian Dohrmann Blank Page: New Impressions of Debussy", mochermusic
- 2019: David Orlowsky Trio: One Last Night, Sony Classical
- 2022: Klaus Paier/Florian Dohrmann: Inspired Rendezvous, Skip[5]